# Чемпионат Северной, Центральной Америки и Карибского бассейна по волейболу среди мужчин 1989
11-й чемпионат Северной, Центральной Америки и Карибского бассейна (NORCECA) по волейболу среди мужчин прошёл с 8 по 15 июля 1989 года в Сан-Хуане (Пуэрто-Рико) с участием 12 национальных сборных команд. Чемпионский титул в 8-й раз в своей истории и во второй раз подряд выиграла сборная Кубы.

## Команды-участницы
Американские Виргинские острова, Гаити, Гватемала, Гондурас, Доминиканская Республика, Канада, Коста-Рика, Куба, Мексика, Нидерландские Антильские острова, Пуэрто-Рико, США.

## Система проведения чемпионата
12 команд-участниц на предварительном этапе разбиты на две группы. По две лучшие команды из групп выходят в полуфинал и по системе с выбыванием определяют призёров первенства. Итоговые 5—8-е и 9—12-е места также по системе плей-офф разыгрывают команды, занявшие в группах соответственно 3—4-е и 5—6-е места.

## Предварительный этап

### Группа А
| М | Команда                          | 1   | 2   | 3   | 4   | 5   | 6   | И | В | П | С/П  | О  |
| - | -------------------------------- | --- | --- | --- | --- | --- | --- | - | - | - | ---- | -- |
| 1 | Канада                           |     | 3:- | 3:0 | 3:1 | 3:0 | 3:0 | 5 | 5 | 0 | 15:- | 10 |
| 2 | Пуэрто-Рико                      | -:3 |     | 3:- | 3:1 | 3:0 | 3:0 | 5 | 4 | 1 |      | 9  |
| 3 | Доминиканская Республика         | 1:3 | -:3 |     | 3:0 | 3:- | 3:0 | 5 | 3 | 2 |      | 8  |
| 4 | Нидерландские Антильские острова | 0:3 | 1:3 | 0:3 |     | 3:- | 3:- | 5 | 2 | 3 | 7:-  | 7  |
| 5 | Гаити                            | 0:3 | 0:3 | -:3 | -:3 |     | 3:0 | 5 | 1 | 4 | -:12 | 6  |
| 6 | Американские Виргинские острова  | 0:3 | 0:3 | 0:3 | -:3 | 0:3 |     | 5 | 0 | 5 | -:15 | 5  |

8 июля: Нидерландские Антильские острова — Американские Виргинские острова 3:-; Канада - Гаити 3:0 (15:2, 15:0, 15:1); Пуэрто-Рико — Доминиканская Республика 3:-.
9 июля: Доминиканская Республика — Гаити 3:-; Канада — Американские Виргинские острова 3:0 (15:0, 15:1, 15:1); Пуэрто-Рико — Нидерландские Антильские острова 3:1 (15:11, 15:11, 12:15, 15:7).
10 июля: Доминиканская Республика — Американские Виргинские острова 3:0 (15:7, 15:7, 15:2); Канада — Нидерландские Антильские острова 3:0 (15:2, 15:4, 15:6); Пуэрто-Рико — Гаити 3:0.
11 июля: Гаити — Американские Виргинские острова 3:0 (15:9, 15:4, 15:6); Доминиканская Республика — Нидерландские Антильские острова 3:0 (15:10, 15:4, 15:4); Канада — Пуэрто-Рико 3:-.
12 июля: Нидерландские Антильские острова — Гаити 3:-; Канада — Доминиканская Республика 3:1 (15:9, 13:15, 15:8, 15:6); Пуэрто-Рико — Американские Виргинские острова 3:0.

### Группа В
| М | Команда    | 1   | 2   | 3   | 4   | 5   | 6   | И | В | П | С/П  | О  |
| - | ---------- | --- | --- | --- | --- | --- | --- | - | - | - | ---- | -- |
| 1 | Куба       |     | 3:1 | 3:0 | 3:0 | 3:0 | 3:0 | 5 | 5 | 0 | 15:1 | 10 |
| 2 | США        | 1:3 |     | 3:0 | 3:0 | 3:0 | 3:0 | 5 | 4 | 1 | 13:3 | 9  |
| 3 | Мексика    | 0:3 | 0:3 |     | 3:0 | 3:0 | 3:0 | 5 | 3 | 2 | 9:6  | 8  |
| 4 | Коста-Рика | 0:3 | 0:3 | 0:3 |     | 3:1 | 3:1 | 5 | 2 | 3 | 6:11 | 7  |
| 5 | Гондурас   | 0:3 | 0:3 | 0:3 | 1:3 |     | 3:2 | 5 | 1 | 4 | 4:14 | 6  |
| 6 | Гватемала  | 0:3 | 0:3 | 0:3 | 1:3 | 2:3 |     | 5 | 0 | 5 | 3:15 | 5  |

8 июля: Куба — Мексика 3:0 (15:4, 15:3, 15:3); Гондурас — Гватемала 3:2 (16:14, 11:15, 15:6, 13:15, 15:11); США — Коста-Рика 3:0 (15:8, 15:6, 15:5).
9 июля: Куба — Гватемала 3:0; Мексика — Коста-Рика 3:0 (15:6, 15:4, 15:8); США — Гондурас 3:0.
10 июля: Мексика — Гондурас 3:0 (15:1, 15:1, 15:3); США — Гватемала 3:0 (15:2, 15:2, 15:6); Куба — Коста-Рика 3:0 (15:7, 15:1, 15:0).
11 июля: Коста-Рика — Гватемала 3:1 (12:15, 15:9, 15:5, 15:11); Куба — Гондурас 3:0 (15:1, 15:3, 15:3); США — Мексика 3:0.
12 июля: Коста-Рика — Гондурас 3:1 (15:9, 13:15, 15:11, 15:2); Мексика — Гватемала 3:0 (15:0, 15:5, 15:2); Куба — США 3:1 (15:4, 13:15, 15:7, 15:11).

## Плей-офф

### Полуфинал за 1—4 места
14 июля
Куба — Пуэрто-Рико 3:0.
Канада — США 3:1 (15:9, 13:15, 15:12, 15:4).

### Полуфинал за 5—8 места
14 июля
Мексика — Нидерландские Антильские острова 3:-
Доминиканская Республика — Коста-Рика 3:-

### Полуфинал за 9—12 места
14 июля
Гондурас — Американские Виргинские острова 3:-
Гаити — Гватемала 3:-

### Матч за 11-е место
15 июля
Гватемала — Американские Виргинские острова 3:-

### Матч за 9-е место
15 июля
Гаити — Гондурас 3:-

### Матч за 7-е место
15 июля
Нидерландские Антильские острова — Коста-Рика 3:-

### Матч за 5-е место
15 июля
Мексика — Доминиканская Республика 3:-

### Матч за 3-е место
15 июля
США — Пуэрто-Рико 3:0 (15:12, 15:12, 15:5)

### Финал
15 июля
Куба — Канада 3:0 (15:4, 15:6, 15:10)

## Итоги

### Положение команд
| Куба                                |
| Канада                              |
| США                                 |
| 4. Пуэрто-Рико                      |
| 5. Мексика                          |
| 6. Доминиканская Республика         |
| 7. Нидерландские Антильские острова |
| 8. Коста-Рика                       |
| 9. Гаити                            |
| 10. Гондурас                        |
| 11. Гватемала                       |
| 12. Американские Виргинские острова |